# Los Sauces, Tabasco
Los Sauces är en ort i Mexiko.   Den ligger i kommunen Centro och delstaten Tabasco, i den sydöstra delen av landet, 700 km öster om huvudstaden Mexico City. Los Sauces ligger 8 meter över havet och antalet invånare är 1 097.
Terrängen runt Los Sauces är mycket platt. Runt Los Sauces är det tätbefolkat, med 442 invånare per kvadratkilometer. Närmaste större samhälle är Villahermosa, 5,3 km söder om Los Sauces. Trakten runt Los Sauces består till största delen av jordbruksmark.